# Tinychat
Tinychat es un servicio de chat en línea en Internet que permite a los usuarios puedan comunicarse a través de mensajería instantánea de voz, video y texto. Se ofrecen miles de salas de chat, tantas como los usuarios puedan crear para sus propios chats virtuales sobre cualquier tema y categoría. Tinychat es un sistema basado en la web, que funciona en Linux, Windows y Macintosh, así como algunos teléfonos inteligentes. El único requisito es tener Macromedia Flash activado. Las salas de chat puede contener un máximo de capacidad por usuarios de 12 canales de vídeo y una docena de canales de audio al mismo tiempo. Uno puede estar en varias habitaciones a la misma vez, aunque si la capacidad de vídeo supera los 12 usuarios, se pueden incluir en el chat de texto.